# Ghijasa de Sus
Ghijasa de Sus – wieś w Rumunii, w okręgu Sybin, w gminie Alțina. W 2011 roku liczyła 184 mieszkańców.